# Salfords
Salfords är en ort i Storbritannien.   Den ligger i grevskapet Surrey och riksdelen England, i den södra delen av landet, 30 km söder om huvudstaden London. Salfords ligger 55 meter över havet och antalet invånare är 4 534.
Terrängen runt Salfords är huvudsakligen platt, men åt nordväst är den kuperad. Runt Salfords är det mycket tätbefolkat, med 1 573 invånare per kvadratkilometer. Närmaste större samhälle är Sutton, 16,3 km norr om Salfords. Trakten runt Salfords består till största delen av jordbruksmark.